# Миерлештиј де Сус (Олт)
Миерлештиј де Сус (рум. Mierleștii de Sus) насеље је у Румунији у округу Олт у општини Периеци. Oпштина се налази на надморској висини од 158 m.

## Становништво
Према подацима из 2002. године у насељу је живело 655 становника, од којих су сви румунске националности.